# Шубинское сельское поселение
Шубинское се́льское поселе́ние — муниципальное образование в Острогожском районе Воронежской области Российской Федерации.
Административный центр — село Шубное.

## История
Статус и границы сельского поселения установлены Законом Воронежской области от 2 декабря 2004 года № 88-ОЗ «Об установлении границ, наделении соответствующим статусом, определении административных центров муниципальных образований Грибановского, Каширского, Острогожского, Семилукского, Таловского, Хохольского районов и города Нововоронеж».

## Население
| 2000  | 2005  | 2010  | 2012  | 2013  | 2014  | 2015  |
| ----- | ----- | ----- | ----- | ----- | ----- | ----- |
| 2572  | ↘2345 | ↗2570 | ↘2540 | ↘2515 | ↘2485 | ↗2492 |
| 2016  | 2017  | 2018  |       |       |       |       |
| ↗2501 | ↗2502 | ↘2471 |       |       |       |       |

## Состав сельского поселения
| № | Населённый пункт                                      | Тип населённого пункта       | Население |
| - | ----------------------------------------------------- | ---------------------------- | --------- |
| 1 | Грушевая Поляна                                       | посёлок                      | ↗276      |
| 2 | Губаревка                                             | хутор                        | ↘34       |
| 3 | Посёлок 1-го отделения совхоза «Острогожский»         | посёлок                      | ↗76       |
| 4 | Посёлок 2-го отделения совхоза «Острогожский»         | посёлок                      | ↘37       |
| 5 | Посёлок Центрального отделения совхоза «Острогожский» | посёлок                      | ↗653      |
| 6 | Русская Тростянка                                     | село                         | ↗405      |
| 7 | Стрелица                                              | посёлок                      | ↘28       |
| 8 | Шубное                                                | село, административный центр | ↗1061     |